# Isabel dos Santos
Isabel dos Santos (Bakoe (Sovjet-Unie), 20 april 1973) is een Angolese zakenvrouw. Zij is de dochter van de voormalige president José Eduardo dos Santos en wordt gezien als de rijkste vrouw van het Afrikaanse continent.

## Levensloop
Dos Santos werd geboren in de Sovjet-Unie, waar haar vader studeerde en samenwoonde met zijn eerste vrouw, de Russische Tatiana Kukanova. In 1979 werd haar vader president van Angola. Dos Santos werd zelf opgeleid tot ingenieur in de elektrotechniek aan King's College in Londen. Daar ontmoette ze haar latere man Sindika Dokolo, zoon van een Congolese miljardair en een Deense moeder.
Halverwege de jaren negentig keerde Dos Santos terug naar Angola. In 1997 opende ze haar eerste bedrijf, de Miami Beach Club in Luanda. In de loop der jaren zou ze een heus imperium uitbouwen met bedrijven die op meerdere terrein actief waren, zoals de telecommunicatie-, media-, energie- en bankensector. Portugal is een belangrijke markt. Bovendien heeft ze grote belangen in de diamantmijnen van Angola. Dos Santos' vermogen werd in 2017 geschat op US$ 2,9 miljard. Het grootste deel van dat bedrag zou zij dankzij nepotisme hebben verkregen.
Het Amerikaanse zakenblad Forbes kwam in 2013 al met een kritisch artikel over de manier waarop zij haar vermogen, toen geschat op 3 miljard Amerikaanse dollar, had verzameld. Volgens het blad heeft ze haar vermogen voornamelijk verkregen via buitenlandse bedrijven die in Angola zaken willen doen of via een directe actie van haar vader. In 1999 kreeg ze een aandelenbelang van 24,5% in Ascorp. Ascorp is een verkooporganisatie van diamanten die in het land worden gemijnd en is zeer winstgevend. Verder heeft ze belangen in de energie-, cement- en financiële sector.
In 1997 kreeg Unitel het recht om de eerste particuliere exploitant van mobiele telefonie in het land te zijn. Dit onder de voorwaarde dat president Dos Santos als enige bevoegd is om een besluit te nemen over de eigendomsstructuur, onder het mom dat het geld van de overheid betrof. Het staatsoliemaatschappij kreeg een belang van 25%, evenals Isabel dos Santos. Unitel is met slechts een binnenlandse concurrent zeer succesvol. Het bedrijf had rond 2012 zo'n 9 miljoen klanten en behaalde een omzet van 2 miljard dollar. Isabel dos Santos trad in augustus 2019 af als bestuurdersvoorzitter bij Unitel, maar ze heeft nog altijd een kwart van de aandelen in handen.
José Eduardo dos Santos stelde zijn dochter in januari 2017 aan als het hoofd van het staatsoliebedrijf Sonangol. Een zeer belangrijke positie aangezien olie Angola's belangrijkste inkomstenbron is. Haar vader trad in de zomer van 2017 na 38 jaar af als president. Hij werd opgevolgd door zijn partijgenoot João Lourenço. De verwachting was dat de nieuwe president de familie van zijn voorganger met rust zou laten. In plaats daarvan ontsloeg hij Isabel dos Santos in november 2017 als hoofd van het staatsoliebedrijf. Op 31 december 2019 werd bekend dat de Angolese overheid beslag had gelegd op US$ 1,1 miljard aan bezittingen van Dos Santos. Volgens de regering had zij een aantal uitstaande schulden en was zij bezig geld weg te sluizen naar het buitenland.
In januari 2020 maakt het onderzoeksforum van het International Consortium of Investigative Journalists (ICIJ), waar Trouw deel van uitmaakt, meer details bekend over haar dubieuze transacties. Zo heeft ze kort na haar ontslag bij Sonangol opdracht gegeven om US$ 58 miljoen van Sonangol over te maken naar Matter Business Solutions, een bedrijf in Dubai. Dat bedrijf is op papier eigendom van Paula Oliveira, iemand die al jaren met Isabel dos Santos samenwerkt. Dos Santos en Oliveira zeggen in een reactie dat Matter consultancydiensten leverde aan het staatsoliebedrijf. ICIJ heeft deze conclusie getrokken op basis van honderdduizenden gelekte documenten uit de interne administratie van Isabel dos Santos.
Op 28 juli 2021 werd een geheim vonnis bekend van het Nederlands Arbitrage Instituut dat zij de Angolese staatsoliemaatschappij Sonangol € 422 miljoen moet terugbetalen. Eind 2006 is Exem Energy, een bedrijf in handen van Isabel dos Santos, volgens het arbitragetribunaal op onwettige en corrupte wijze in bezit gekomen van een belang van 6% in het Portugese beursgenoteerde olieconcern Galp. Dit belang moet zij afstaan aldus de uitspraak. Alle verweren van de advocaten van Exem Energy zijn afgewezen en een hoger beroep is niet mogelijk.
In november 2022 deed Interpol een internationaal arrestatiebevel uitgaan voor Dos Santos die zich in Dubai zou ophouden.

## Persoonlijk
Dos Santos was getrouwd met de Congolese zakenman Sindika Dokolo. Hij overleed in oktober 2020 in Dubai tijdens een duikongeluk.